# Bracon semihyalinus
Bracon semihyalinus är en stekelart som beskrevs av Gaspard Auguste Brullé 1846. Bracon semihyalinus ingår i släktet Bracon och familjen bracksteklar. Inga underarter finns listade.